# Santiago Claramunt
Santiago Javier Claramunt Tammaro (* 24. Juni 1975 in Montevideo), allgemein Santiago Claramunt genannt, ist ein uruguayischer Ornithologe am Royal Ontario Museum in Toronto, Kanada. Sein Forschungsschwerpunkt ist die neotropische Familie der Töpfervögel (Furnariidae).

## Leben
Claramunt ist der Sohn von Roberto Claramunt und Amalia Tammaro. 1992 schloss er sich einer Gruppe junger Naturforscher in der gemeinnützigen Einrichtung Centro de Estudios de Ciencias Naturales (CECN, Zentrum für naturwissenschaftliche Studien) an, mit denen er an Feldstudien zur Erfassung biologischer Bestände und zur Sammlung kleiner Wirbeltiere teilnahm. Sein Interesse an Vögeln entwickelte sich während dieser Exkursionen. 1997 erhielt er vom Ministerium für Bildung und Kultur von Uruguay eine Stelle am Museo Nacional de Historia Natural de Uruguay. Er machte zunächst Führungen in den Ausstellungshallen und wurde dann Mitarbeiter an der Vogelsammlung unter der Leitung von Juan Cuello (1933–2019). Anschließend studierte er an der Universidad de la República, wo er 1999 die Licenciado in den Biowissenschaften in der Ausrichtung Evolution erwarb. Einer seiner einflussreichsten Mentoren war Enrique P. Lessa (* 1956), bei dem er die Evolutionsbiologie, einschließlich Molekulartechniken und Kladistik, studierte. Zwischen 1999 und 2003 setzte er seine Arbeit am Museum fort und arbeitete auch in einem Projekt zur Artbildung bei Süßwasserfischen im Labor von Graciela García.
2003 zog Claramunt nach Baton Rouge, um sein Doktoratsstudium an der Louisiana State University zu beginnen. 2010 wurde er mit der Dissertation Testing Models of Biological Diversification: Morphological Evolution and Cladogenesis in the Neotropical Furnariidae (Aves: Passeriformes) unter der Leitung von James V. Remsen und Robb T. Brumfield zum Ph.D. in den Biowissenschaften promoviert. Von 2010 bis 2012 forschte er mit einem Chapman-Postdoc-Stipendium am American Museum of Natural History in New York City. Seit 2012 ist er stellvertretender Kurator für Ornithologie am Royal Ontario Museum. Ferner ist er Assistenzprofessor an der Abteilung für Ökologie und Evolutionsbiologie der University of Toronto und wissenschaftlicher Mitarbeiter am American Museum of Natural History.
Claramunts Forschung gilt der Vogelsystematik und der Rekonstruktion der Evolutionsgeschichte von Vögeln. Er untersucht die Artenvielfalt von Vögeln mit makroevolutionären Ansätzen sowie die Beeinflussung durch Artbildung, Aussterben, phänotypische Evolution und Verbreitung. Im Allgemeinen konzentriert sich Claramunt auf die Familie der Töpfervögel als Beispiel für eine kontinentale adaptive Ausbreitung. Zu seinen weiteren Forschungsschwerpunkten gehören Studien der uruguayischen Avifauna, die fossilen Vögel Uruguays sowie die trophische Ökologie der Eulen.
Claramunt war an den Erstbeschreibungen der Gattungen Certhiasomus, Geocerthia, Pseudasthenes, und Drymotoxeres beteiligt. 2005 beschrieb er die fossile Töpfervogelart Pseudoseisuropsis cuelloi aus dem Pleistozän von Paraguay. 2018 gehörte er zum Erstbeschreiberteam der Buchfink-Unterart Fringilla coelebs bakeri von Gran Canaria.
Claramunt ist Mitglied beim South American Classification Committee der American Ornithological Society.
Claramunt ist seit 2007 mit der peruanischen Zoologin Adriana Bravo verheiratet, die am Center for Biodiversity and Conservation des American Museum of Natural History forscht. Das Paar hat eine Tochter.